# Campora San Giovanni
Campora San Giovanni (Campura San Giuvanni ili Campura Santu Janni, na starinskom pisanju kamporaneškog narječja) je naselje u Italiji.

## Upravna organizacija
Campora San Giovanni je frazione (vrsta upravne jedinice u Italiji) u općini (comune) Amantea, u pokrajini Cosenzi. 

## Zemljopisni položaj
Nalazi se uz granicu s pokrajinom Catanzaro, u regiji Kalabriji, na 39°4' sjeverne zemljopisne širine i 16° 5' istočne zemljopisne dužine.
Campora gleda na Tirensku obalu. Razvila se na maloj zaravni koja se izdiže blizu plaže. U tom kraju se nalazi brdo na kojem se uzgajaju masline i vinova loza. Brdo je blagih padina prema Campori, a s njega se pruža pogled na:
- na lijevo, zaljev Lamezia Terme
- pravo, prema obzoru, kad je vedro se vidi vulkan Stromboli koji dimi
Iz luke Campora San Giovanni se može brzo doći do Liparskih otoka. 

## Kulturne znamenitosti
Jedina značajna znamenita građevina u Campori San Giovanniju je veliki toranj iz 14. stoljeća. Gornji dio tornja je dekoriran konzolama. Mještani ovaj toranj zovu U Turriune.

## Događaji
Mjesni svetac zaštitnik je sveti Franjo Paulski (na cosentinskom, catanzarskom i regginskom narječju: San Franciscu i Paula, San Franciscu di Paula, San Franciscu de Paula). Njegov se blagdan u Campori San Giovanniju slavi od 1. do 3. rujna. Za vrijeme fešte, koja privlači brojne hodočasnike iz obližnjih sela, mjestom ide procesija u kojoj mještani na ramenima nose svetčev kip po ulicama. Ponekad ga prate zaprežna kola dekorirano cvijećem i zavjetnim darovima.

## Gospodarstvo
Gospodarstvo se temelji na poljodjelstvu i turizmu. 

Od 1950-ih se razvija uzgoj crvenog luka, kojeg se danas cijeni u tuzemnim i inozemnim tržnicama. Od 2. polovice 1980-ih izvoz ovog povrća je zajedno s drugim komercijalnim aktivnostima podigao mjesno gospodarstvo. Ovim komercijalnim djelatnostima je pomogao povoljni položaj Campore San Giovannija: povezan je željezničkim prometom, cestovnom prometnicom SS18, autocestom A3 udaljenom 8 km i međunarodnom zračnom lukom Lamezia Terme, koja je udaljena 25 km.

## Poznate osobe
Poznate osobe u svezi s Camporom San Giovannijem.
- Angelo Vadacchino, partizan, težâk i politički djelatnik, kojeg su mještani zvali "Mastr'Angelo" (1890. – 1976.).
- Fabrizio Filippo, kanadski glumac i scenarist, naturalizirani Amerikanac
- Fabian Mazzei, arentinski glumac i sceanarist, naturalizirani Španjolac, poznat kao Horatio iz televizijske serije "Un Paso Adelante"; roditelji su mu iz Contrade Marinelle.
- Jérôme Ruggiero, talijanski stilist, rođen u Belgiji; njegov otac Bonavetura je iz Contrade Cozze

## Galerija
- Campora San Giovanni 1970.
- Mjesna crkva Sv. Petra apostola (2009.)
- Dan mjesta: procesija u čast sv. Franje Paulskoga
- Fontana Peshcaru
- Pogled na vulkan Stromboli
- Karnevalska povorka glavnom ulicom
- Campora San Giovanni: luka (2010.)
- Campora San Giovanni u sumrak

## Vanjske poveznice

### Sestrinski projekti
|  | Zajednički poslužitelj ima još gradiva o temi Campora San Giovanni |

### Mrežna sjedišta
- (tal.) ProLoco: Campora San Giovanni  Arhivirana inačica izvorne stranice od 14. svibnja 2012. (Wayback Machine)